# Martinac (Veliko Trojstvo)
Martinac (1910 és 1981 között Martinac Trojstveni) falu Horvátországban Belovár-Bilogora megyében. Közigazgatásilag Veliko Trojstvo községhez tartozik.

## Fekvése
Belovártól légvonalban 8, közúton 10 km-re északkeletre, községközpontjától légvonalban 3, közúton 4 km-re északra, a Bilo-hegység délnyugati lejtőin, a Mala és Velika Dobrovita-patakok völgyei által közrezárt magaslaton fekszik.

## Története
A határában fekvő Krčevina nevű régészeti lelőhelyen talált leletek alapján területe már a középkorban is lakott volt. A mai falu akkor keletkezett, amikor a török uralom után a 17. századtól a területre folyamatosan telepítették be a keresztény lakosságot. A település 1774-ben az első katonai felmérés térképén a falu „Dorf Martinecz” néven szerepel. A település katonai közigazgatás idején a szentgyörgyi ezredhez tartozott.
Lipszky János 1808-ban Budán kiadott repertóriumában „Martinecz” néven szerepel.  
Nagy Lajos 1829-ben kiadott művében „Martinecz” néven 37 házzal, 200 katolikus vallású lakossal találjuk.
A katonai közigazgatás megszüntetése után Magyar Királyságon belül Horvátország részeként, Belovár-Kőrös vármegye Belovári járásának része volt. A településnek 1857-ben 258, 1910-ben 297 lakosa volt. Az 1910-es népszámlálás szerint teljes lakossága horvát anyanyelvű volt. 1918-ban az új szerb-horvát-szlovén állam, majd később Jugoszlávia része lett. 1941 és 1945 között a németbarát Független Horvát Államhoz, majd a háború után a szocialista Jugoszláviához tartozott. A háború után a fiatalok elvándorlása miatt lakossága folyamatosan csökkent. 1991-től a független Horvátország része. 1991-ben lakosságának 99%-a horvát nemzetiségű volt. 2011-ben a településnek 125 lakosa volt.

## Lakossága
| Lakosság változása | Lakosság változása | Lakosság változása | Lakosság változása | Lakosság változása | Lakosság változása | Lakosság változása | Lakosság változása | Lakosság változása | Lakosság változása | Lakosság változása | Lakosság változása | Lakosság változása | Lakosság változása | Lakosság változása | Lakosság változása |
| ------------------ | ------------------ | ------------------ | ------------------ | ------------------ | ------------------ | ------------------ | ------------------ | ------------------ | ------------------ | ------------------ | ------------------ | ------------------ | ------------------ | ------------------ | ------------------ |
| 1857               | 1869               | 1880               | 1890               | 1900               | 1910               | 1921               | 1931               | 1948               | 1953               | 1961               | 1971               | 1981               | 1991               | 2001               | 2011               |
| 258                | 264                | 232                | 255                | 273                | 297                | 289                | 287                | 262                | 287                | 281                | 235                | 207                | 185                | 150                | 125                |

## Nevezetességei
A Havas Boldogasszony tiszteletére szentelt kápolnáját 1990-ben építették.

## Egyesületek
A helyi önkéntes tűzoltóegyletet 1957-ben alapították. 1993-ban csatlakozott a községi tűzoltóegylethez.